# Socjalistyczna Partia Majorki
Socjalistyczna Partia Majorki (kat. Partit Socialista de Mallorca, PSM; właśc. PSM–Entesa Nacionalista, PSM-EN; PSM–Porozumienie Nacjonalistyczne) – majorkańska regionalna partia nacjonalistyczna o programie lewicowym i ekologicznym.

## Historia
Ugrupowanie powstało w lutym 1976 jako Socjalistyczna Partia Wysp (kat. Partit Socialista de les Illes, PSI). Obecną nazwę nosi od grudnia 1977. Podczas IV Kongresu w miejscowości Inca do PSM przyłączył się Kolektyw Socjalistyczno-Nacjonalistyczny (Col·lectiu Socialista i Nacionalista, CSN). W 1984 partia dodała do swej nazwy człon Lewica Nacjonalistyczna (Esquerra Nacionalista), a w 1990 zamiast niego: Nacjonaliści Majorki (Nacionalistes de Mallorca).
W 1989 ugrupowanie zawiązało sojusz z Socjalistyczną Partią Minorki (Partit Socialista de Menorca, PSM) i Nacjonalistyczno-Ekologistycznym Porozumieniem Ibizy (Entesa Nacionalista Ecologista de Eivissa, ENEE) tworząc Federację Lewicy Nacjonalistycznej Balearów (Federació de l'Esquerra Nacionalista de les Illes Balears, FENIB). W 1993 do PSM przystąpiła część członków Nacjonalistycznej Konwergencji Balearów (Convergència Nacionalista Balear, CNB). W 1998 sojusz lewicowych partii wyspiarskich przekształcił się w ugrupowanie pod nazwą PSM–Entesa Nacionalista.
W wyborach do Kortezów Generalnych PSM wystartowała ze Zjednoczoną Lewicą Balearów (Esquerra Unida de les Illes Balears, EUIB), Zielonymi Majorki (Els Verds de Mallorca, VM) oraz Republikańską Lewicą Katalonii pod nazwą Postępowcy na rzecz Balearów (Progressistes per les Illes Balears). Na wspólną listę padło 40 tys. głosów, które nie przełożyły się na mandat w Kongresie. W 2006 z inicjatywy nowego sekretarza generalnego Gabriela Barceló doszło do powołania Bloku dla Majorki, który wystartował w wyborach regionalnych z 2007 w tym samym składzie co w 2004. Część członków PSM (m.in. b. kandydat na szefa rządu Mateu Crespí oraz burmistrz Vilafranca de Bonany Jaume Samsó) skrytykowała pomysł powołania Bloku i utworzyła nową partię pod nazwą Entesa per Mallorca (Porozumienie na rzecz Majorki).
W styczniu 2008 PSM zmieniła kierunek wystawiając wspólną listę z Unią Majorkańską, ERC i Entesa per Mallorca bez udziału Zielonych i Zjednoczonej Lewicy. W tym samym roku PSM przystąpiła do Wolnego Sojuszu Europejskiego.

## Ideologia
PSM określa się jako partia: majorkańska, nacjonalistyczna, ekologistyczna, pacyfistyczna, socjalistyczna i demokratyczna. Ideologię lewicową łączy z nacjonalizmem balearskim.

## Struktura
Przewodniczącą PSM jest Joana Lluïsa Mascaró, jednak realna władza należy do sekretarza generalnego (obecnie Gabriel Barceló Milta). Partia posiada młodzieżówkę Joves d'Esquerra Nacionalista–PSM (JEN–PSM).